# Konstantin Novoselov
Sir Konstantin Novoselov (en russe : Константин Сергеевич Новосёлов, Konstantin Sergueïevitch Novossiolov), dit Kostya Novoselov, né le 23 août 1974 à Nijni Taguil en Union soviétique, est un physicien russo-britannique, corécipiendaire du prix Nobel de physique en 2010 avec Andre Geim.

## Éducation
Konstantin Novoselov est né à Nijny Taguil en Union soviétique en 1974. Il est diplômé d'un master de l'Institut de physique et technologie de Moscou en 1997. Il effectue sa thèse à l'université Radboud de Nimègue, aux Pays-Bas, avec Andre Geim, puis part travailler avec ce dernier à l'université de Manchester.

## Carrière
Novoselov a publié plus de 330 articles de recherche revus par les pairs sur différents sujets incluant la supraconductivité mésoscopique (magnétométrie de Hall), les mouvements subatomiques dans des domaines magnétiques et la découverte de gecko tape et du graphène,,.
Kostya Novoselov a participé au projet Graphene Flagship, une initiative d'un million d'euros de la Commission Européenne, et a été mis en avant dans le film officiel de promotion du projet.
Novoselov est un des directeurs de l'Institut National du Graphène, et siège au Comité Scientifique International du Centre pour les technologies électroniques émergentes à économie d'Énergie en Australie.
Novoselov est également le récipiendaire d'une bourse ERC Starting Grant du Conseil européen de la recherche,.
Kostya Novoselov est parmi la sélection des scientifiques qui ont écrit les articles les plus cités dans les années 2007-2008 (il partage la deuxième place avec 13 articles) et en 2009 (5e place avec 12 articles).
En 2014, Kostya Novoselov a été inclus dans la liste ides scientifiques les plus cités. Il a également été noté parmi les 17 chercheurs les plus en vogue dans le monde.
Ses travaux, durant sa thèse réalisée sous la direction d'Andre Geim, ont conduit à la découverte en 2004 du graphène au sein de la graphite. En 2010, à seulement 36 ans, il partage le prix Nobel de physique pour ses « expériences révolutionnaires sur les matériaux bidimensionnels en graphène ».

## Distinctions
- Il est fait chevalier le 31 décembre 2011, pour services rendus à la science[19].

## Engagement artistique
Novoselov est connu pour son intérêt dans l'art. Il pratique de dessin traditionnel chinois et a été engagé dans plusieurs projets d'art moderne. En février 2015, il combine ses forces avec Cornelia Parker pour créer un affichage pour l'inauguration de la Whitworth Art Gallery. L'œuvre de Cornelia Parker (pièces de météorites chargées de feux d'artifice) a été inaugurée par Novoselov soufflant sur un capteur fait de graphène (dont la résistance changeait à cause du dopage induit par la vapeur d'eau). Le graphène a été obtenu par exfoliation de graphite, extrait d'un dessin de William Blake. Novoselov a suggéré qu'il pouvait également exfolier du graphite obtenu de dessins d'artistes renommés : John Constable, Pablo Picasso, J. M. W. Turner, Thomas Girtin. Il considère que seuls des quantités microscopiques (une couche de graphène mesure moins de 100 microns) doivent être extraites de chaque dessin. En 2015, il a participé à "in conversion", une session avec Douglas Gordon pendant la session interdépendance du festival international de Manchester.
Il participe également à des discussions reliant art et sciences. Novoselov est convaincu que les artistes et scientifiques doivent tous faire preuve de curiosité, de volonté d'apprendre et d'imagination.
Novoselov est passionné de calligraphie et de dessin chinois. Il a appris de l'artiste chinois Zheng Shenglong. Neuf tableaux de Novoselov ont été présentés à l'exposition "Britain Through the Eyes of a Chinese Diplomat" à l'Université de Leeds. Un de ses tableaux est maintenant dans la collection du président chinois Xi Jinping.
Kostya Novoselov a dirigé une équipe académique qui supervise le design, la construction et le lancement de l'Institut national du graphène. Il a contribué à un nombre de solutions uniques architecturales et techniques. La façade de l'institut montre une formule des travaux qu'il a conduit sur le graphène. Par ailleurs, Kostya Novoselov confirme que cette formule présente de nombreuses blagues scientifiques cachées, bien qu'il ne les ait jamais révélées.
Kostya Novoselov a participé à Viennacontemporary en 2017, où 5 de ses travaux ont été présentés par la galerie RDI.Creative. Les tableaux présentent une large diversité de sujets, de la painter traditionnelle chinoise aux paysages, aux sujets contemporains. Il est dit que de l'encre au graphène a été utilisée pour certaines de ces peintures.

## Vie personnelle
Novoselov détient la double nationalité Russe et Britannique. Il est marié et a deux filles. Il est agnostique.

## Distinctions
- Commandeur de l'ordre du Lion néerlandais